# Hełm lamelkowy

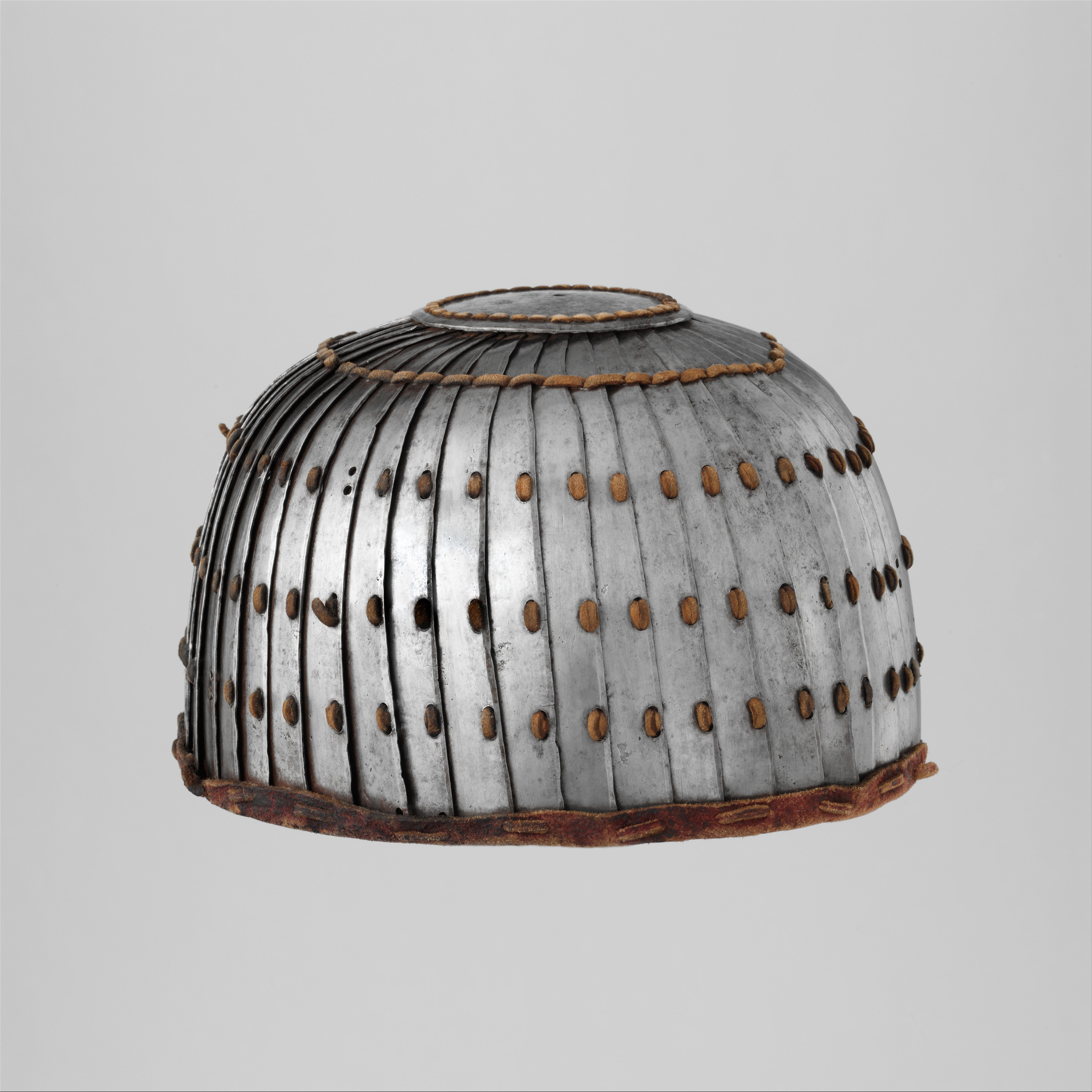
Hełm lamelkowy

Hełm lamelkowy – hełm składający się z długich segmentów (płytek, lamelek), łączonych za pomocą rzemieni lub nitów. W zależności od kształtu dzwonu, obecności wieńczenia, dolnej taśmy czy płytki czołowej hełmy te można podzielić na kilka podtypów umożliwiających chronologiczną klasyfikację.

## Historia
Tradycyjnie za źródło powstania podobnych konstrukcji uznaje się obszary Dalekiego Wschodu (dzisiejsze Chiny), skąd hełmy tego typu rozprzestrzeniły i rozpowszechniały się wraz z ekspansją plemion koczowniczych poprzez przedgórza Ałtaju do Azji Centralnej i Zachodniej, by następnie dotrzeć do Europy wraz z Awarami. W świetle ostatnich znalezisk hełmów z okolic wsi Kipczakowo czy z terenu kuszańskiej twierdzy w Shaikhān-Dherī w Pakistanie oraz przedstawień z terenów Azji Zachodniej i Afryki północnej z ok. V w. n.e. – teoria ta poddawana jest obecnie krytyce.

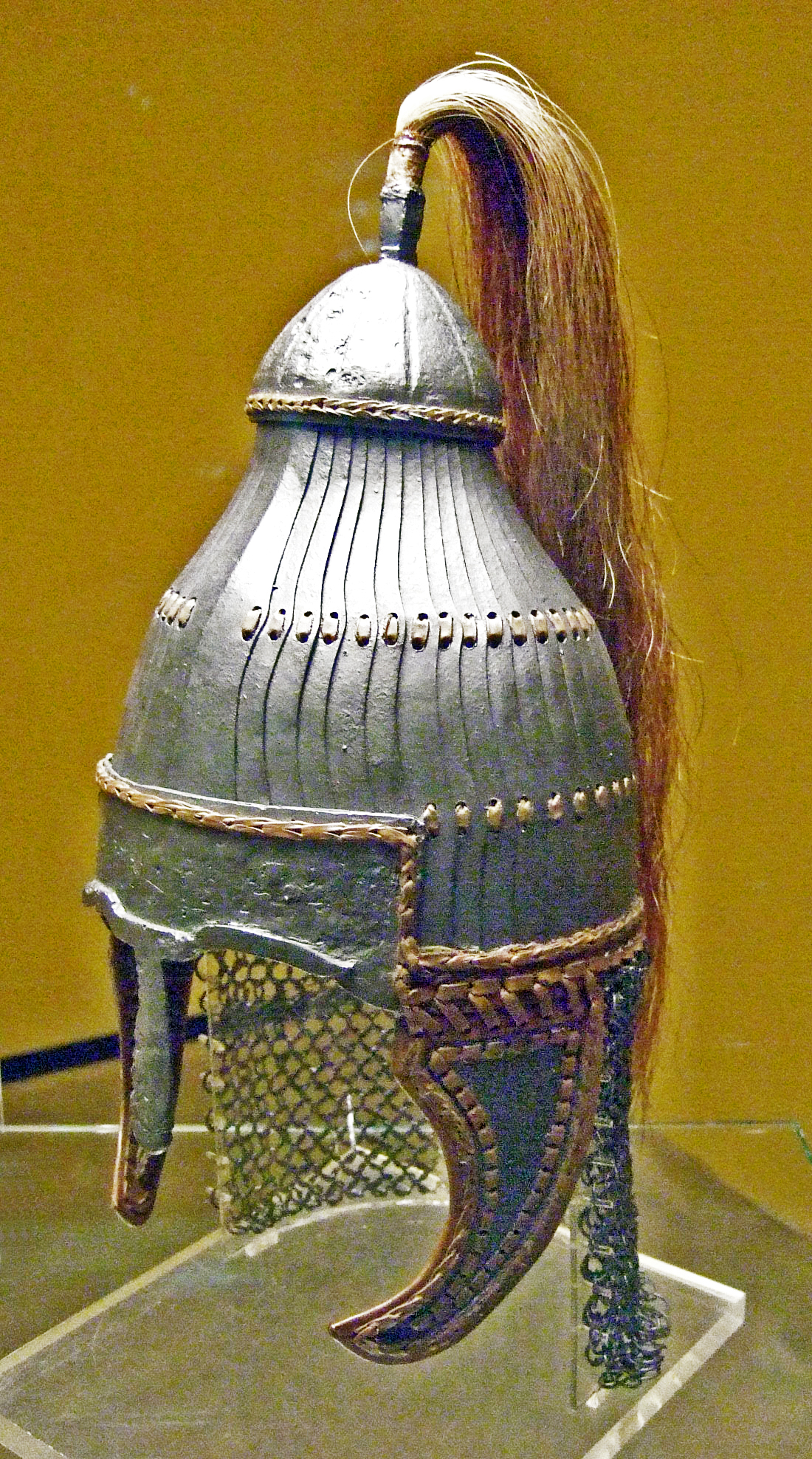
Rekonstrukcja hełmu z Niederstotzingen, datowanego na przełom 6/7 w. n.e.

## Główny podział konstrukcji
W 2017 A.L. Kubik dokonał podziału konstrukcji ze względu na formę złożenia segmentów.
Wyszczególnił on dwie główne grupy hełmów lamelkowych:
- grupę wschodnioazjatycką, w której wyróżniony został centralny, czołowy segment dzwonu. Kolejne płytki łączone są od spodu jednego z boków segmentów, przechodzą wzdłuż obwodu głowy, łącząc się krańcowo z jego drugim, spodnim bokiem. Przykładem tej grupy jest tzw. typ Niederstotzingen, zwany tak od najpopularniejszego znaleziska hełmu lamelkowego, odkrytego w okolicach miejscowości Niederstotzingen w dzisiejszej Badenii-Wirtembergii[8].
- grupę zachodnioazjatycką, w której nie nastąpiło wyróżnienie czołowego segmentu. Wszystkie płytki wydają się równoważne, według samej konstrukcji trudno wyróżnić przód dzwonu. Doskonałym przykładem tej grupy jest przedstawienie z kapitelu sasanidzkiej kolumny, znalezionego w Bisotun, obecnie znajdującego się w kolekcji muzeum w Taq-e Bostan(inne języki)[9], czy późniejsze hełmy lamelkowe (datowane na około XIV w. n.e. i później) znajdywane na obszarze Tybetu[10].

Jak wskazuje A.L. Kubik, konstrukcje te wraz z przemieszczaniem się tzw. myśli technologicznych potrafiły ulegać wzajemnym wpływom, doprowadzając do powstania hybryd, posiadających główną cechę grupy zachodnioazjatyckiej i elementy wskazujące na silne wschodnioazjatyckie zapożyczenia. Doskonałym przykładem takiej hybrydyzacji jest znalezisko z obwodu kurskiego Federacji Rosyjskiej.

## Grupa wschodnioazjatycka wEuropie
Wraz z ekspansją Awarów na terenach Europy rozpowszechniają się nowe formy uzbrojenia. Prawdopodobnie to właśnie napływ Awarów skutkował rozpowszechnieniem się strzemion w Europie. Przenieśli oni również, z terenów Azji Wschodniej (lub Azji Centralnej, trudno jest jednoznacznie wnioskować co do chronologii ekspansji grupy wschodnioazjatyckiej hełmów lamelkowych) konstrukcje hełmów o wyróżnionym centralnym elemencie lamelkowego dzwonu. Obecnie zarówno liczba znalezisk samych hełmów (Niederstotzingen, Kercz, Stara Zagora, Obwód kurski), jak i ich fragmentów (Castel Trosino, Nocera Umbra, Val di Nievole, Intercisa), ulega sukcesywnemu zwiększaniu. Kształt dzwonu tych hełmów jest wyciągnięty ku górze, często z charakterystycznym przegięciem w górnej części dzwonu (o prawdopodobnym koreańskim pochodzeniu) i półsferycznym wieńczeniu. Pomimo niewątpliwie wschodniego rodowodu hełmów, obecność na terenie rzymskich twierdz (jak Intercisa) świadczy o zapożyczeniu tej formy uzbrojenia przez europejskich (rzymskich/bizantyjskich) wojowników.

## Grupa zachodnioazjatycka wparto-sasanidzkimIranie
Studia dotyczące rozwój uzbrojenia Iranu okresu poseleukidzkiego i zarazem przedislamskiego, są obecnie niezwykle słabo rozwinięte. Można by stwierdzić, że opierają się one głównie o tworzenie bazy porównawczej do rozwoju uzbrojenia rzymskiego. Jest to spowodowane zarówno słabym rozwojem archeologii irańskiej, spowodowanej częściowo irańską rewolucją islamską, ale również przeciągającymi się konfliktami zbrojnymi na terenie dzisiejszego Iraku i Syrii, które w okresie partyjskim (od ok. 224 r. p.n.e.–651 r. n.e.) i sasanidzkim (224–651 r. n.e.) stanowiły terytoria konfliktów rzymsko-perskich. Miejsca bitew i terenów przygranicznych powinny stanowić ważną bazę stanowisk archeologicznych, zwiększającą naszą wiedzę o rozwoju uzbrojenia w Iranie. Można stwierdzić, że wiedza o irańskim uzbrojeniu omawianego okresu jest szczątkowa. Nie inaczej jest w przypadku hełmów lamelkowych. Jedyne, bardzo zdefragmentowane znalezisko z terenów, które możemy wiązać z Iranem, pochodzi z kuszańskiej twierdzy w Shaikhān-Dherī w Pakistanie. Samo znalezisko datowane (z pomocą znalezionych w pobliżu monet) jest na okres podboju imperium Kuszanów przez Sasanidów (połowa III w. n.e.). Tereny te stają się następnie prowincją sasanidzką pod nazwą Kushanshahr, można więc przypuszczać, że przynajmniej od połowy III w. n.e. Sasanidzi spotykali się z podobnymi konstrukcjami. Sam hełm odkryto pod zawałem jednego z budynków: wykopano okrągłe wieńczenie, fragment jednego z segmentów dzwonu, fragment segmentowego napolicznika i łuski pancerza (dwóch typów – prawdopodobnie od nakarczka i kirysu), oraz fragmenty prostego miecza. Identyfikacja znaleziska możliwa była dopiero po publikacji podobnego dzwonu znalezionego w okolicach Kipczakowa. Pozostałe informacje o uzbrojeniu tego typu pochodzą z sasanidzkiej ikonografii. Najbardziej znanym jest wspominany kapitel odkryty w Bisotun i datowany na VI-VII w. n.e. Widać na nim nie tylko poszczególne segmenty, wycinane w dekoracyjne wzory z wybitym centralnym żebrem, ale również czepiec kolczy biegnący wokół całego obwodu dzwonu, skrócony w części twarzowej. Kolejne wyobrażenie hełmu lamelkowego z omawianego terytorium ukazane zostało na rewersie złotej monety Chosrowa II Parwiza. Wszystkie trzy przykłady dotyczą półsferycznych dzwonów, które nie przyjmują wyciągniętych kształtów znanych z typu Niederstotzingen. Sama zaś konstrukcja bliska jest półsferycznym hełmom lamelkowym znanym z terytorium Tybetu.